# ريج لويس
ريج لويس (بالإنجليزية: Reg Lewis)‏ (7 مارس 1920 في المملكة المتحدة - 2 أبريل 1997 في المملكة المتحدة) هو لاعب كرة قدم بريطاني (وحمل سابقاً جنسية المملكة المتحدة لبريطانيا العظمى وأيرلندا) في مركز الهجوم. شارك مع منتخب إنجلترا لكرة القدم الرديف. أما مع النوادي، فقد لعب مع نادي أرسنال.

## وصلات خارجية
- ريج لويس على موقع قاعدة بيانات كرة القدم.إي يو (الإنجليزية)